# Olcella provocans
Olcella provocans är en tvåvingeart som först beskrevs av Becker 1912.  Olcella provocans ingår i släktet Olcella och familjen fritflugor. Inga underarter finns listade i Catalogue of Life.